# Heidi Long

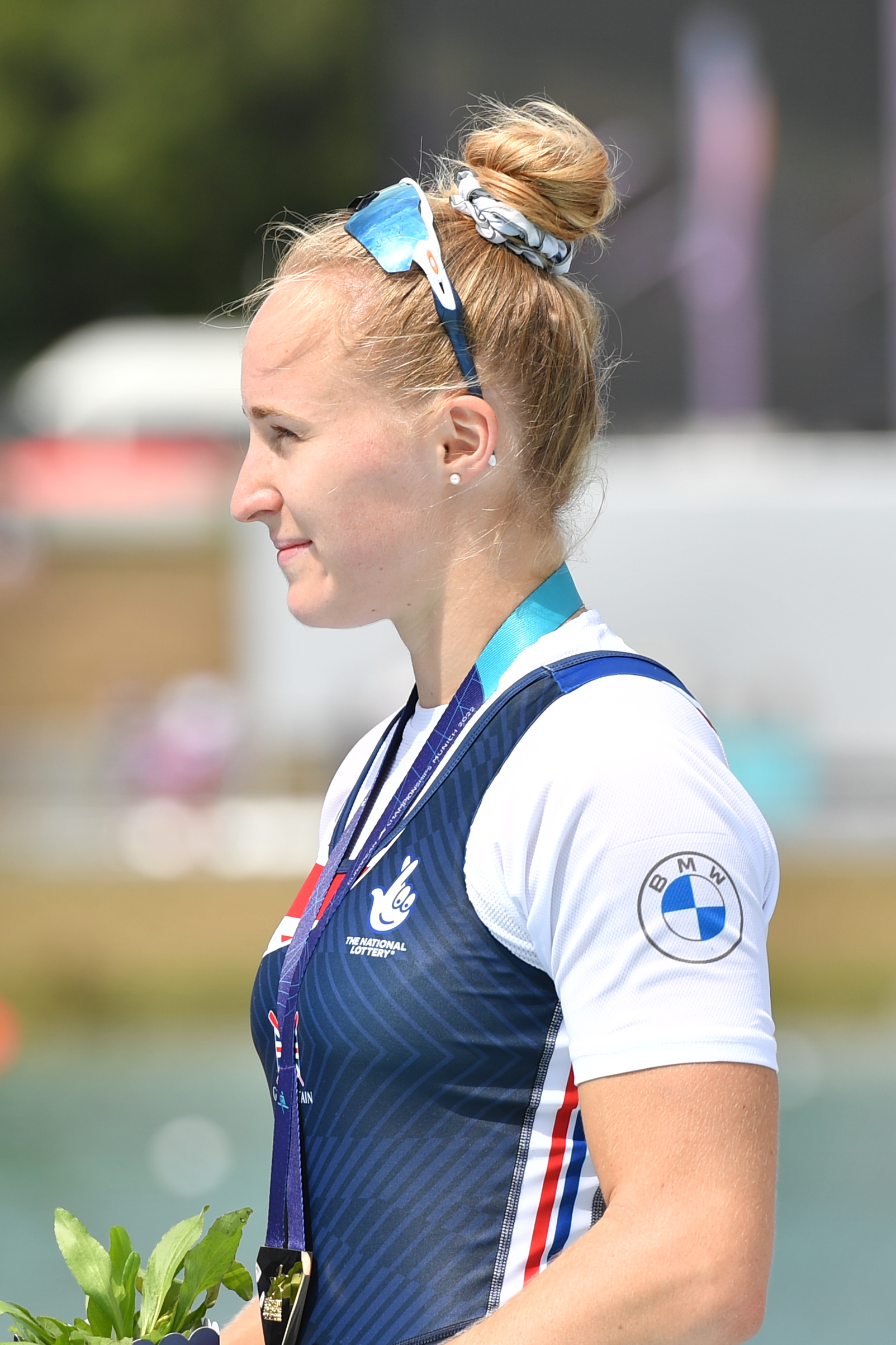
Heidi Long bei den Europameisterschaften 2022

Heidi Long (* 29. November 1996) ist eine britische Ruderin. 2022 wurde sie Weltmeisterin und Europameisterin im Vierer ohne Steuerfrau, 2024 gewann sie die olympische Bronzemedaille im Achter.

## Karriere
Heidi Long gewann 2016 die Silbermedaille im Achter bei den U23-Weltmeisterschaften in Rotterdam. Im Jahr darauf belegte sie mit dem Achter den sechsten Platz. 2018 in Posen trat sie mit Hannah Scott im Zweier ohne Steuerfrau an und gewann die Silbermedaille hinter dem US-Boot.
2019 und 2021 ruderte Long zwar im Ruder-Weltcup, aber nicht bei internationalen Meisterschaften. 2022 bei den Europameisterschaften in München traten Heidi Long, Rowan McKellar, Samantha Redgrave und Rebecca Shorten im britischen Vierer an und gewannen den Titel vor den Irinnen und den Rumäninnen. Die vier Ruderinnen starteten auch im Achter und erkämpften in dieser Bootsklasse die Silbermedaille hinter den Rumäninnen. Einen Monat später traten Long, McKellar, Redgrave und Shorten bei den Weltmeisterschaften in Račice u Štětí nur im Vierer an und gewannen den Weltmeistertitel vor den Niederländerinnen und den Australierinnen. Im Jahr darauf siegten die Rumäninnen im Vierer bei den Europameisterschaften 2023 in Bled vor der britischen Crew und den Niederländerinnen. Drei Monate später bei den Weltmeisterschaften in Belgrad gewannen die Niederländerinnen vor den Rumäninnen und den Britinnen. 2024 bei den Europameisterschaften in Szeged belegte der britische Achter mit Heidi Long, Rowan McKellar, Holly Dunford, Eve Stewart, Lauren Irwin, Emily Ford, Harriet Taylor, Annie Campbell-Orde und Steuermann Henry Fieldman den zweiten Platz mit drei Sekunden Rückstand auf die Rumäninnen. Bei den Olympischen Spielen in Paris siegten ebenfalls die Rumäninnen, hinter den Kanadierinnen gewann der britische Achter in der gleichen Besetzung wie bei den Europameisterschaften die Bronzemedaille.
Heidi Long begann beim Marlow RC, rudert im Erwachsenenbereich aber für den Leander Club.